# Rua de São Mamede
A Rua de São Mamede mais conhecida por  Rua de São Mamede ao Caldas é uma rua situada nos bairros velhos de Lisboa, que tem o seu início na Rua da Saudade e término no Largo Adelino Amaro da Costa (antigo Largo do Caldas), situada na freguesia de Santa Maria Maior. O seu nome provém da antiga paróquia de São Mamede. Nesta rua terá nascido Fernando de Bulhões, mais conhecido como Santo António de Lisboa. Antigamente chamava-se Rua Nova de São Mamede. Uma igreja dedicada a São Mamede existia nesta rua, tendo sido destruída pelo terramoto de 1755. Foi depois reconstruída outra igreja longe dali, na nova freguesia de São Mamede, na zona ocidental da cidade (actualmente, parte da freguesia de Santo António. O arruamento atravessava as extintas quatro freguesias da Sé, São Cristóvão e São Lourenço, Santiago e Madalena.